# Pterobryopsis angustifolia
Pterobryopsis angustifolia là một loài rêu trong họ Pterobryaceae. Loài này được Nog. mô tả khoa học đầu tiên năm 1935.